# Stuart Lake Park
Stuart Lake Park är en park i Kanada.   Den ligger i provinsen British Columbia, i den centrala delen av landet, 3 600 km väster om huvudstaden Ottawa. Stuart Lake Park ligger 705 meter över havet. Den ligger vid sjön Stuart Lake.
Terrängen runt Stuart Lake Park är varierad. Trakten runt Stuart Lake Park är nära nog obefolkad, med mindre än två invånare per kvadratkilometer.. 